# Francisco Hurtado Izquierdo

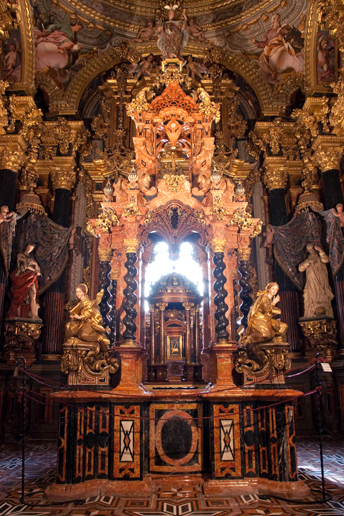
Sagrario de la Cartoixa de Granada, 1709-1720, de Francisco Hurtado Izquierdo.

Francisco Hurtado Izquierdo (Lucena, 10 de febrer de 1669 - Priego de Còrdova, 30 de juny de 1725) va ser un dels artistes més destacats del barroc espanyol. Arquitecte i retaulista, va ser mestre major de les catedrals de Còrdova i Granada i l'autor d'obres tan emblemàtiques com els sagraris de la Cartoixa de Granada i del Paular (Rascafría).
En els seus edificis es fa patent el gust per les plantes centrals, en què fa gala del seu domini en la combinació de marbres embotits i guixeries, que entapissen els murs i descomponen la llum natural, generant ambients il·lusoris i vibrants. El seu suport predilecte és la columna salomònica, encara que també va emprar alternativament la columna coríntia i, caminant en el temps, l'estípit. Com a arquitecte de retaules, es caracteritza per un particular ús del full d'acant, carnós i molt arrissat, i del llenguatge de plaques retallades superposades que, reprenent la cultura arquitectònica d'Alonso Cano, dona origen a l'anomenat "barroc prismàtic" que caracteritzar l'arquitectura del segle xviii d'Andalusia central i oriental.

## Obra documentada

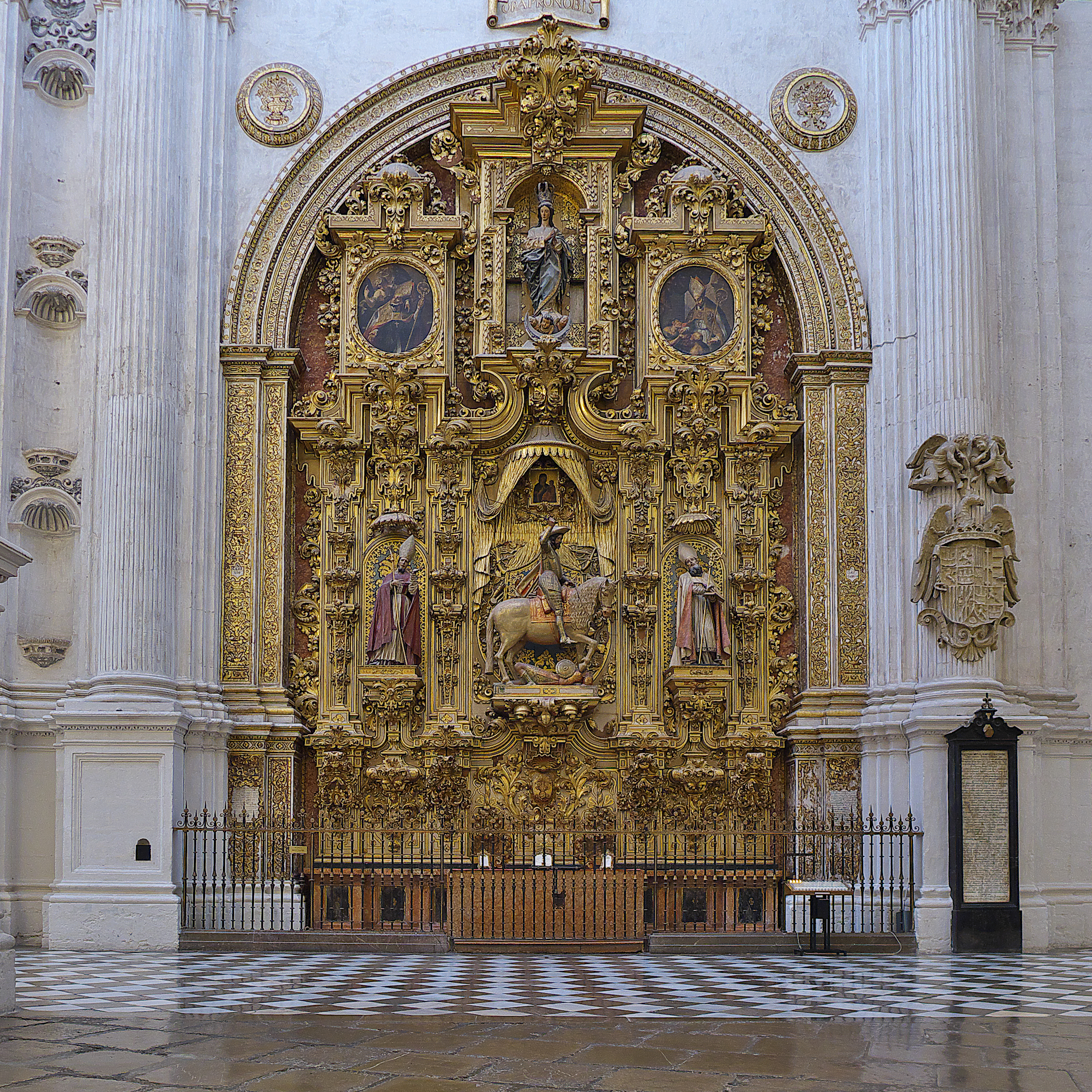
El Triomf de Sant Jaume (1707). Catedral de Granada

- Retaule major de l'església de Sant Pere Alcántara, a Còrdova (1695).
- Tercer cos del retaule major de l'església de Sant Llorenç, a Còrdova (1696).
- Retaule major i retaules laterals de l'església de Sant Pere Apòstol, a Priego de Còrdova.
- Sagristia o capella del cardenal Salazar a la Catedral de Còrdova (1697-1713).
- Hospital del cardenal Salazar a Còrdova (1701).
- Retaule major de l'església parroquial de Montoro (Còrdova).
- Ermita de l'Alegria, a Còrdova (1703).
- Capella de l'Assumpció, a Còrdova (1708).
- Retaule de Sant Jaume, a la Catedral de Granada (1707).
- Parròquia del Sagrari, de la Catedral de Granada (iniciada el 1704, posteriorment acabada per José de Bada).
- Sagrari de la Cartoixa de Granada (1709-1720).
- Púlpits de la Catedral de Granada (1713-1716).
- Sagrari de la Cartoixa del Paular (1718-1728, acabat pels seus deixebles).

## Obra atribuïda o de probable participació
- Portada principal de l'església de Sant Martí, del convent d'agustines apartades, a Lucena.
- Modificació barroca de la portada principal de l'església dominica de Sant Pere Màrtir, a Lucena.
- Cambril de la Mare de Déu de la Victòria, al Santuari de la Victòria, a Màlaga (1693-1700).
- Retaule major del santuari de Nostra Senyora d'Araceli, a Lucena.
- Església de la Trinitat, a Còrdova (ca. 1710).
- Sagristia de la Cartoixa de Granada (traçada cap al 1713, iniciada el 1730).
- Església de l'hospital de Sant Joan de Déu, a Priego de Còrdova.